# Singles (Future Islands)
Singles è il quarto album del gruppo musicale dei Future Islands, pubblicato il 24 marzo 2014 dall'etichetta 4AD.

## Tracce
1. Seasons (Waiting on You)
2. Spirit
3. Sun in the Morning
4. Doves
5. Back in the Tall Grass
6. A Song for Our Grandfathers
7. Light House
8. Like the Moon
9. Fall from Grace
10. A Dream of You and Me